# Alhontaanjärvi
Alhontaanjärvi är en sjö i Nystads stad i Finland.   Den ligger i landskapet Egentliga Finland, i den sydvästra delen av landet, 190 km väster om huvudstaden Helsingfors. Alhontaanjärvi ligger 19 meter över havet. Arean är 17,7 hektar och strandlinjen är 2,5 kilometer lång. Sjön  ingår i Skärgårdshavets kustområde, Åland.   I omgivningarna runt Alhontaanjärvi växer i huvudsak barrskog.